# Eddy Manoppo
Eddy Manoppo (ur. 7 listopada 1945) – indonezyjski brydżysta, World Life Master oraz Senior International Master (WBF).

## Wyniki brydżowe

### Olimpiady
Na olimpiadach uzyskał następujące rezultaty:
| Olimpiady brydżowe. Zawody teamów | Olimpiady brydżowe. Zawody teamów | Olimpiady brydżowe. Zawody teamów    | Olimpiady brydżowe. Zawody teamów | Olimpiady brydżowe. Zawody teamów | Olimpiady brydżowe. Zawody teamów |
| Rok                               | Miejsce                           | Zawody                               | Kategoria                         | Drużyna                           | Pozycja                           |
| --------------------------------- | --------------------------------- | ------------------------------------ | --------------------------------- | --------------------------------- | --------------------------------- |
| 2012                              | Lille                             | 2. Olimpiada Sportów Umysłowych      | Seniorzy                          | Indonesia                         | 5                                 |
| 2008                              | Pekin                             | 1. Olimpiada Sportów Umysłowych      | Seniorzy                          | Indonesia                         | 3                                 |
| 2002                              | Salt Lake City                    | 4. Mistrzostwa o Wielką Nagrodę MKOL | Open                              | Indonesia                         | 5                                 |
| 2000                              | Lozanna                           | 3. Mistrzostwa o Wielką Nagrodę MKOL | Open                              | Indonesia                         | 1                                 |
| 2000                              | Maastricht                        | 11. Olimpiada Brydżowa               | Open                              | Indonesia                         | 9                                 |
| 1996                              | Rodos                             | 10. Olimpiada Teamów                 | Open                              | Indonesia                         | 2                                 |
| 1984                              | Seattle                           | 7. Olimpiada Teamów                  | Open                              | Indonesia                         | 5                                 |
| 1976                              | Monte Carlo                       | 5. Olimpiada Teamów                  | Open                              | Indonesia                         | 14                                |

### Zawody światowe
W światowych zawodach zdobył następujące lokaty:
| Mistrzostwa Świata. Konkurencja teamów | Mistrzostwa Świata. Konkurencja teamów | Mistrzostwa Świata. Konkurencja teamów          | Mistrzostwa Świata. Konkurencja teamów | Mistrzostwa Świata. Konkurencja teamów | Mistrzostwa Świata. Konkurencja teamów |
| Rok                                    | Miejsce                                | Zawody                                          | Kategoria                              | Drużyna                                | Pozycja                                |
| -------------------------------------- | -------------------------------------- | ----------------------------------------------- | -------------------------------------- | -------------------------------------- | -------------------------------------- |
| 2014                                   | Sanya                                  | 14. Seria Mistrzostw Świata                     | Seniorzy                               | Indonesia                              | 5                                      |
| 2013                                   | Nusa Dua                               | 41. Mistrzostwa Świata Teamów                   | Trans                                  | Indonesia Seniors                      | 11                                     |
| 2013                                   | Nusa Dua                               | 41. Mistrzostwa Świata Teamów                   | Seniorzy                               | Indonesia                              | 5                                      |
| 2012                                   | Lille                                  | 5. Otwarte Mistrzostwa Świata Teamów Mikstowych | Miksty                                 | Djarum2                                | 16                                     |
| 2011                                   | Veldhoven                              | 40. Mistrzostwa Świata Teamów                   | Trans                                  | Indonesia Senior                       | 73                                     |
| 2011                                   | Veldhoven                              | 40. Mistrzostwa Świata Teamów                   | Seniorzy                               | Indonesia                              | 5                                      |
| 2010                                   | Filadelfia                             | 13. Seria Mistrzostw Świata                     | Open                                   | Indonesia Gabrial UI                   | 65                                     |
| 2010                                   | Filadelfia                             | 13. Seria Mistrzostw Świata                     | Seniorzy                               | Gabrial UI                             | 3                                      |
| 2009                                   | São Paulo                              | 39. Mistrzostwa Świata Teamów                   | Seniorzy                               | Indonesia                              | 3                                      |
| 2007                                   | Szanghaj                               | 38. Mistrzostwa Świata Teamów                   | Seniorzy                               | Indonesia                              | 2                                      |
| 2006                                   | Werona                                 | 12. Mistrzostwa Świata                          | Seniorzy                               | Indonesia                              | 5                                      |
| 2005                                   | Estoril                                | 37. Mistrzostwa Świata Teamów                   | Seniorzy                               | Indonesia                              | 2                                      |
| 2003                                   | Monte Carlo                            | 36. Mistrzostwa Świata Teamów                   | Trans                                  | Lasut                                  | 5                                      |
| 2003                                   | Monte Carlo                            | 36. Mistrzostwa Świata Teamów                   | Seniorzy                               | Indonesia                              | 4                                      |
| 2002                                   | Montreal                               | 11. Mistrzostwa Świata                          | Open                                   | Munawar                                | 2                                      |
| 2001                                   | Paryż                                  | 35. Mistrzostwa Świata Teamów                   | Trans                                  | Manoppo                                | 40                                     |
| 2001                                   | Paryż                                  | 35. Mistrzostwa Świata Teamów                   | Open                                   | Indonesia                              | 8                                      |
| 2000                                   | Southampton                            | 34. Mistrzostwa Świata Teamów                   | Open                                   | Indonesia                              | 5                                      |
| 1998                                   | Lille                                  | 10. Mistrzostwa Świata                          | Open                                   | Hadimartono                            | 33                                     |
| 1995                                   | Pekin                                  | 32. Mistrzostwa Świata Teamów                   | Open                                   | Indonesia                              | 6                                      |
| 1994                                   | Albuquerque                            | 9. Mistrzostwa Świata                           | Open                                   | Zamzami                                | 9                                      |
| 1993                                   | Santiago                               | 31. Mistrzostwa Świata Teamów                   | Open                                   | Indonesia                              | 11                                     |
| 1986                                   | Miami Beach                            | 7. Mistrzostwa Świata                           | Open                                   | Waluyan                                | 6                                      |
| 1985                                   | São Paulo                              | 27. Mistrzostwa Świata Teamów                   | Open                                   | Indonesia                              | 6                                      |
| 1983                                   | Sztokholm                              | 26. Mistrzostwa Świata Teamów                   | Open                                   | Indonesia                              | 8                                      |
| 1982                                   | Biarritz                               | 6. Mistrzostwa Świata                           | Open                                   | Lasut                                  | 45                                     |
| 1975                                   | Southampton                            | 21. Mistrzostwa Świata Teamów                   | Open                                   | Indonesia                              | 4                                      |
| 1974                                   | Wenecja                                | 20. Mistrzostwa Świata Teamów                   | Open                                   | Indonesia                              | 4                                      |

| Mistrzostwa Świata. Konkurencja par | Mistrzostwa Świata. Konkurencja par | Mistrzostwa Świata. Konkurencja par | Mistrzostwa Świata. Konkurencja par | Mistrzostwa Świata. Konkurencja par | Mistrzostwa Świata. Konkurencja par |
| Rok                                 | Miejsce                             | Zawody                              | Kategoria                           | Partner                             | Pozycja                             |
| ----------------------------------- | ----------------------------------- | ----------------------------------- | ----------------------------------- | ----------------------------------- | ----------------------------------- |
| 2014                                | Sanya                               | 14. Seria Mistrzostw Świata         | Seniorzy                            | Henky Lasut                         | 1                                   |

## Klasyfikacja
- Eddy Manoppo – klasyfikacja WBF (ang.)